# غوتوكو ساكاي
غوتوكو ساكاي (مواليد 14 مارس 1991 في نيويورك (مدينة) - الولايات المتحدة الأمريكية) لاعب كرة قدم ياباني يلعب حاليا لصالح نادي الدرجة الأولى نادي شتوتغارت الألماني منذ 2008 في مركز الدفاع .

## روابط خارجية
- غوتوكو ساكاي على موقع الاتحاد الدولي (مؤرشف)  (الإنجليزية)
- غوتوكو ساكاي على موقع رابطة كرة القدم اليابانية للمحترفين (اليابانية)
- غوتوكو ساكاي على موقع قاعدة بيانات كرة القدم.إي يو (الإنجليزية)
- غوتوكو ساكاي على موقع بيانات كرة القدم. دي إي (الألمانية)
- غوتوكو ساكاي على موقع ناشيونال فوتبول تيمز (الإنجليزية)
- غوتوكو ساكاي على موقع Soccerway.com (الإنجليزية)
- غوتوكو ساكاي على موقع عالم كرة القدم.نت (الإنجليزية)
- غوتوكو ساكاي على موقع أوليمبيديا (الإنجليزية)
- غوتوكو ساكاي على موقع AS.com (الإسبانية)